# Schizopyga coxator
Schizopyga coxator är en stekelart som beskrevs av Constantineanu 1973. Schizopyga coxator ingår i släktet Schizopyga och familjen brokparasitsteklar. Inga underarter finns listade i Catalogue of Life.